# Rablóból pandúr
A Rablóból pandúr (eredeti cím: Once a Thief vagy John Woo's Once a Thief) 1997-ben bemutatott kanadai televíziós akciósorozat, ami John Woo 1991-es A vér nem válik vízzé című filmjén alapul. A sorozat alkotói Glenn Davis és William Laurin, a történet pedig két egykori profi tolvajról szól, akik egy nemzetközi bűnüldöző szervezetnek kezdenek dolgozni. A főbb szerepeket Ivan Sergei, Sandrine Holt, Nicholas Lea és Jennifer Dale játszották.
A sorozathoz készítettek 1996-ban egy bevezető részként funkcionáló tévéfilmet, hasonlóan Once a Thief címmel, amit maga Woo rendezett és amit 1996. szeptember 19-én mutatott be Kanadában a CTV. A film sikere miatt készítette el Davis és Laurin a sorozatot, aminek készítésében John Woo vezető producerként vett és amit 1997. szeptember 15. és 1998. május 2. közt adtak le, a filmhez hasonlóan ismét a CTV-n. Magyarországon a bevezető filmet először VHS-en és DVD-n adták ki 1996. decemberében, Leszámolás felsőfokon címmel, a Mirax forgalmazásában. Később az RTL Klub 2001. június 9-én mutatta be a sorozat részeként, új szinkronnal és vágottan, majd 2001. június 11-én folytatta a sorozat részeivel. Később a Viasat 3 is műsorra tűzte 2004. augusztus 9-én. 2011. júniusában DVD-n is kiadták a sorozatot az Alliance Home Entertainment forgalmazásában, de csak Kanadában volt elérhető a kiadvány.

## Cselekmény
Li Ann Tsei egy árvából lett tolvaj, akit a kínai maffiózó család, a Tang fogad magához és nevelik fel őt. Li Ann összeismerkedik és beleszeret a családnak dolgozó tolvajba, Mac Ramseybe; és mikor a lányt a Tangek hatalmát örökölni fogó fiúhoz, Michaelhez akarják hozzáadni, a szerelmespár megszökik és eljátsszák a halálukat. Li Ann sikeresen megszökik, azonban Macet még az országban elfogják és börtönbe vetik, ahonnan két évvel később szabadul egy rejtélyes kanadai nő segítségével. A magát csak A főnöknek nevező nő egy nemzetközi bűnüldöző szervezetet vezet, aminek tagja Li Ann is, aki azt hitte, hogy Mac tényleg meghalt, így azóta továbblépett és összeházasodott Victor Mansfielddel, egy leszerelt rendőrrel, akit szintén a szervezetnek dolgozik. A főnök összeveri őket egy trióvá, és kénytelenek lesznek együttműködni az általa kiadott ügyek elintézésében.

## Szereplők
| Színész                               | Szerep           | Magyar hang                                 |
| ------------------------------------- | ---------------- | ------------------------------------------- |
| Sandrine Holt                         | Li Ann Tsei      | Náray Erika (pilot)                         |
| Ivan Sergei                           | Mac Ramsey       | Selmeczi Roland (pilot) Barabás Kiss Zoltán |
| Nicholas Lea                          | Victor Mansfield | Lux Ádám (pilot)                            |
| Jennifer Dale                         | A főnök          | Andresz Kati                                |
| Robert Ito                            | A keresztapa     | Beregi Péter (pilot) Botár Endre            |
| Michael Wong                          | Michael Tang     | Kerekes József (pilot) Csőre Gábor          |
| Nathaniel DeVeaux (pilot) Howard Dell | Dobrinsky        | Orosz István (pilot) Melis Gábor            |

## Epizódok
| #   | Cím                                                            | Rendező           | Író                               | Premier                                                                    |
| --- | -------------------------------------------------------------- | ----------------- | --------------------------------- | -------------------------------------------------------------------------- |
| 1.  | Leszámolás felsőfokon / Rablóból pandúr (Pilot / Once a Thief) | John Woo          | Glenn Davis, William Laurin       | 1996. szeptember 29. 1996. december (VHS / DVD) 2001. június 9. (RTL Klub) |
| 2.  | Ízlések és pofonok (The Big Bang Theory)                       | David Wu          | Glenn Davis, William Laurin       | 1997. szeptember 15. 2001. június 11.                                      |
| 3.  | Rave On                                                        | John Fawcett      | Glenn Davis, William Laurin       | 1997. szeptember 22. 2001. október 13.                                     |
| 4.  | Próbaházasság (Trial Marriage)                                 | Peter D. Marshall | Glenn Davis, William Laurin       | 1997. szeptember 29. 2001. június 18.                                      |
| 5.  | A halál művészete (Art of Death)                               | Steve DiMarco     | Philip Bedard, Larry Lalonde      | 1997. október 6. 2001. június 25.                                          |
| 6.  | A vér nem válik vízzé (Mac Daddy)                              | Jeff Woolnough    | Jack Blum, Sharon Corder          | 1997. október 13. 2001. július 2.                                          |
| 7.  | Függőségben (Wang Dang Doodle)                                 | T. J. Scott       | Philip Bedard, Larry Lalonde      | 1997. október 20. 2001. július 9.                                          |
| 8.  | Hosszú éjszaka (It Happened One Night)                         | John Fawcett      | Glenn Davis, William Laurin       | 1997. október 27. 2001. július 21.                                         |
| 9.  | Bosszúvágy (Drive, She Said)                                   | David Wu          | Philip Bedard, Larry Lalonde      | 1997. november 10. 2001. július 28.                                        |
| 10. | Hazug szerelem (Jaded Love)                                    | Peter D. Marshall | Bruce Martin                      | 1997. november 17. 2001. augusztus 4.                                      |
| 11. | Elsietett esküvő (Wedding Bell Blues)                          | David Wu          | Michael Teversham                 | 1998. január 17. 2001. augusztus 11.                                       |
| 12. | Bandaháború (That Old Gang of Mine)                            | T.J. Scott        | Philip Bedard, Larry Lalonde      | 1998. január 24. 2001. augusztus 18.                                       |
| 13. | Vic utolsó megkísértése (The Last Temptation of Vic)           | T.J. Scott        | n/a                               | 1998. január 31. 2001. augusztus 25.                                       |
| 14. | Gyermekáldás (Mama's Boys)                                     | John Paizs        | n/a                               | 1998. február 7. 2001. szeptember 1.                                       |
| 15. | Li Ann választása (Li Ann's Choice)                            | Peter D. Marshall | Paul Quarrington                  | 1998. február 14. 2001. szeptember 8.                                      |
| 16. | Egy tisztességes rendőr (True Blue)                            | David Wu          | Peter Mitchell                    | 1998. február 21. 2001. szeptember 15.                                     |
| 17. | A rossznak rossz bírája (Kangaroo Court)                       | John Fawcett      | Steven Barwin, Gabriel David Tick | 1998. február 28. 2001. szeptember 22.                                     |
| 18. | Hugica (Little Sister)                                         | Peter D. Marshall | Jack Blum, Sharon Corder          | 1998. március 7. 2001. szeptember 29.                                      |
| 19. | Az irányító aktája (The Director Files)                        | John Paizs        | Philip Bedard, Larry Lalonde      | 1998. március 14. 2001. október 6.                                         |
| 20. | Felrázva, nem keverve (Shaken Not Stirred)                     | Steve DiMarco     | Paul Quarrington                  | 1998. március 21. 2001. október 20.                                        |
| 21. | Dale (Politics of Love)                                        | Peter D. Marshall | Steven Barwin, Gabriel David Tick | 1998. március 28. 2001. október 27.                                        |
| 22. | A barátság próbája (Family Reunion)                            | Allan Kroeker     | Glenn Davis, William Laurin       | 1998. április 25. 2001. november 3.                                        |
| 23. | A végjáték (Endgame)                                           | David Wu          | Philip Bedard, Larry Lalonde      | 1998. május 2. 2001. november 10.                                          |